# Glicosinolato

Estrutura dos glucosinolatos; grupo lateral R varia

Também chamados de tioglicosídeos, são encontrados em inúmeras plantas de cultivo, responsáveis pelo sabor picante dos condimentos e de vegetais de ampla utilização pelo homem, tais como repolho, couve-flor, brócolis, nabo, couve de bruxelas. São reconhecidos até o momento mais de 70 diferentes glicosinolatos presentes em mais de três centenas de gêneros, principalmente entre os representantes da família Crucífera, gênero Brassic.

## Obtenção
São sintetizados a partir de aminoácidos. Os indolglicosinolatos são sintetizados a partir  do triptofano, já os benzilglicosinolatos e o p-hidroxibenzilglicosinolato são sintetizados a partir da fenilalanina e tirosina, respectivamente.
São encontrados em vários alimentos: nabo (raiz e folha), repolho (folha, 16,4 mg/kg), brócolis (folha), couve-de-bruxelas (gema, 97,73 mg/kg), couve (folha), couve-flor (inflorescência, 89,14 mg/kg), mostarda (semente), alho (12,68 mg/kg), alface (3,92 mg/kg) abóbora(4,69 mg/kg) e espinafre (2,54 mg/kg).
São reconhecidos atualmente mais de 70 glicosinolatos diferentes encontráveis em aproximadamente três centenas de gêneros vegetais, principalmente entre espécimes da família Crucífera, gênero Brassica.
Os glocosinolatos sofrem hidrólise, formando uma glicose e uma aglicona instável, que em pH neutro sofre um rearranjo formando o isotiocianato. Já em meio ácido (3 a 6) ou na presença de Fe++, forma nitrila, sulfato inorgânico e enxofre elementar.

## Questões médicas
O mais preocupante, do ponto de vista toxicológico, é o bócio endêmico estar relacionado com o consumo destes compostos derivados da hidrólise dos glicosinolatos, existe uma relação também com a falta de iodo na dieta.
OZT ((S)-5-vinil oxazolidina-2-tiona): também denominado goitrina (goiter=bócio) é produto da hidrólise de glicosinolatos, testado em animais mostrou ser redutor da capacidade de absorção de iodo pela glândula tireóide, apresentando ação bociogênica. Pelo fato de atravessar a placenta, apresentando ser eficiente bociogênico fetal.
Tiocianatos (SCN-): composto que também inibe a absorção de iodo pela tireóide. Uma diminuição na dieta de iodo, associado ao consumo destas substâncias, levam a um quadro de bócio. Ao contrário do OZT, quando aumentado o nível de ingestão de iodo, o quadro se inverte.